# Pallavolo agli XI Giochi sudamericani - Torneo maschile
Il torneo maschile di pallavolo agli XI Giochi sudamericani si è svolto dal 27 maggio al 1º giugno 2018 a Cochabamba, in Bolivia, durante gli XI Giochi sudamericani: al torneo hanno partecipato sei squadre nazionali sudamericane e la vittoria finale è andata per la quinta volta consecutiva all'Argentina.

## Impianti
|                                                                            |  |  |
|                                                                            |  |  |
| Coliseo José Casto Méndez Città: Cochabamba Capienza: - Anno d'apertura: - |  |  |

## Regolamento

### Formula
La formula ha previsto:
- Fase a gironi, disputata con formula del girone all'italiana: le prime due classificate hanno acceduto alla finale per il primo posto, mentre la terza e la quarta classificata hanno acceduto alla finale per il terzo posto.
- Finale per il primo posto, giocata con gara unica.
- Finale per il terzo posto, giocata con gara unica.

### Criteri di classifica
Se il risultato finale è stato di 3-0 o 3-1 sono stati assegnati 3 punti alla squadra vincente e 0 a quella sconfitta, se il risultato finale è stato di 3-2 sono stati assegnati 2 punti alla squadra vincente e 1 a quella sconfitta.
L'ordine del posizionamento in classifica è stato definito in base a:
- Punti;
- Ratio dei set vinti/persi;
- Ratio dei punti realizzati/subiti;
- Risultati degli scontri diretti.

## Squadre partecipanti
| Squadra   | Qualificazione      | Ultima partecipazione  |
| --------- | ------------------- | ---------------------- |
| Argentina | Wild card           | Santiago del Cile 2014 |
| Bolivia   | Paese organizzatore | La Paz 1978            |
| Cile      | Wild card           | Santiago del Cile 2014 |
| Colombia  | Wild card           | Santiago del Cile 2014 |
| Perù      | Wild card           | Santiago del Cile 2014 |
| Venezuela | Wild card           | Medellín 2010          |

## Torneo

### Fase a gironi
| Girone    |
| --------- |
| Argentina |
| Bolivia   |
| Cile      |
| Colombia  |
| Perù      |
| Venezuela |

#### Risultati
| 27 maggio 2018 Coliseo José Casto Méndez, Cochabamba Durata: ? - Spettatori: ? | Argentina | 3 - 1 | Colombia  | 25-17, 25-15, 22-25, 25-22 |
| 27 maggio 2018 Coliseo José Casto Méndez, Cochabamba Durata: ? - Spettatori: ? | Cile      | 3 - 1 | Venezuela | 25-20, 25-22, 22-25, 25-21 |
| 27 maggio 2018 Coliseo José Casto Méndez, Cochabamba Durata: ? - Spettatori: ? | Bolivia   | 1 - 3 | Perù      | 15-25, 19-25, 26-24, 19-25 |
| 28 maggio 2018 Coliseo José Casto Méndez, Cochabamba Durata: ? - Spettatori: ? | Argentina | 3 - 1 | Venezuela | 24-26, 26-24, 25-23, 25-14 |
| 28 maggio 2018 Coliseo José Casto Méndez, Cochabamba Durata: ? - Spettatori: ? | Perù      | 0 - 3 | Cile      | 19-25, 21-25, 18-25        |
| 28 maggio 2018 Coliseo José Casto Méndez, Cochabamba Durata: ? - Spettatori: ? | Colombia  | 3 - 1 | Bolivia   | 22-25, 25-15, 25-16, 25-17 |
| 29 maggio 2018 Coliseo José Casto Méndez, Cochabamba Durata: ? - Spettatori: ? | Perù      | 0 - 3 | Argentina | 19-25, 22-25, 26-28        |
| 29 maggio 2018 Coliseo José Casto Méndez, Cochabamba Durata: ? - Spettatori: ? | Venezuela | 0 - 3 | Colombia  | 19-25, 22-25, 22-25        |
| 29 maggio 2018 Coliseo José Casto Méndez, Cochabamba Durata: ? - Spettatori: ? | Bolivia   | 0 - 3 | Cile      | 15-25, 17-25, 16-25        |
| 30 maggio 2018 Coliseo José Casto Méndez, Cochabamba Durata: ? - Spettatori: ? | Venezuela | 3 - 1 | Perù      | 25-16, 25-22, 19-25, 25-18 |
| 30 maggio 2018 Coliseo José Casto Méndez, Cochabamba Durata: ? - Spettatori: ? | Cile      | 3 - 1 | Colombia  | 20-25, 25-23, 25-15, 25-20 |
| 30 maggio 2018 Coliseo José Casto Méndez, Cochabamba Durata: ? - Spettatori: ? | Argentina | 3 - 0 | Bolivia   | 25-12, 25-19, 25-17        |
| 31 maggio 2018 Coliseo José Casto Méndez, Cochabamba Durata: ? - Spettatori: ? | Colombia  | 3 - 0 | Perù      | 26-24, 25-19, 25-15        |
| 31 maggio 2018 Coliseo José Casto Méndez, Cochabamba Durata: ? - Spettatori: ? | Cile      | 0 - 3 | Argentina | 21-25, 19-25, 23-25        |
| 31 maggio 2018 Coliseo José Casto Méndez, Cochabamba Durata: ? - Spettatori: ? | Bolivia   | 0 - 3 | Venezuela | 13-25, 19-25, 20-25        |

#### Classifica
| Pos. | Squadra   | Pt | G | V | P | SV | SP | Ratio | PF  | PS  | Ratio |
| ---- | --------- | -- | - | - | - | -- | -- | ----- | --- | --- | ----- |
| 1    | Argentina | 15 | 5 | 5 | 0 | 15 | 2  | 7,500 | 425 | 344 | 1,235 |
| 2    | Cile      | 12 | 5 | 4 | 1 | 12 | 5  | 2,400 | 405 | 352 | 1,150 |
| 3    | Colombia  | 9  | 5 | 3 | 2 | 11 | 7  | 1,571 | 410 | 386 | 1,062 |
| 4    | Venezuela | 6  | 5 | 2 | 3 | 8  | 10 | 0,800 | 407 | 405 | 1,004 |
| 5    | Perù      | 3  | 5 | 1 | 4 | 4  | 13 | 0,307 | 363 | 402 | 0,902 |
| 6    | Bolivia   | 0  | 5 | 0 | 5 | 2  | 15 | 0,133 | 300 | 421 | 0,712 |

      Qualificata alla finale per il primo posto.
      Qualificata alla finale per il terzp posto.

### Fase finale

#### Finale 3º posto
| 1º giugno 2018 Coliseo José Casto Méndez, Cochabamba Durata: ? - Spettatori: ? | Colombia | 1 - 3 | Venezuela | 25-20, 20-25, 21-25, 17-25 |

#### Finale
| 1º giugno 2018 Coliseo José Casto Méndez, Cochabamba Durata: ? - Spettatori: ? | Argentina | 3 - 2 | Cile | 27-29, 26-24, 25-17, 23-25, 15-12 |

## Classifica finale
| Pos | Squadra   | Rosa |
| --- | --------- | --- |
|     | Argentina | Formazione: Seia, Bitar, Fernández, Johansen, Luengas, Barrera, Arreche, Zornetta, Palonsky, Vicentín, Giraudo, Zerba, CT: -            |
|     | Cile      | Formazione: Bonačić, Villarreal, Araya, Banda, Parraguirre, Albornoz, Castillo, Guerra, Gago, Parraguirre, Mardones, Parraguirre, CT: - |
|     | Venezuela | Formazione: Velásquez, Valencia, Rodríguez, Mata, Barreto, Quijada, Carrasco, Enríquez, Arias, Viloria, Briceño, Rivas, CT: -           |
| 4.  | Colombia  | |
| 5.  | Perù      | |
| 6.  | Bolivia   | |